# Батулци
Батулци (болг. Батулци) — село в Болгарии. Находится в Ловечской области, входит в общину Ябланица. Население составляет 199 человек.

## Политическая ситуация
В местном кметстве Батулци, в состав которого входит Батулци, должность кмета (старосты) исполняет Веселин Нинов Василев (Болгарская социалистическая партия (БСП)) по результатам выборов.
Кмет (мэр) общины Ябланица — Иван Райков Цаков (независимый) по результатам выборов.